# 교황 베네딕토 16세
교황 베네딕토 16세(라틴어: Benedictus PP. XVI, 이탈리아어: Papa Benedetto XVI, 1927년 4월 16일 ~ 2022년 12월 31일)는 제265대 교황(재위: 2005년 4월 24일 ~ 2013년 2월 27일)이다. 본명은 요제프 알로이지우스 라칭거(독일어: Joseph Aloisius Ratzinger)이다. 교황으로 선출됐을 당시 그의 나이는 78세로 1730년 교황 클레멘스 12세 이후 275년 동안 선출된 교황 가운데 가장 나이가 많은 교황이며, 지금의 네덜란드 지방 출신인 교황 하드리아노 6세(1522–1523) 이후 482년 만의 독일인 교황임과 동시에 교회 역사상 여덟 번째 독일인 교황이다. 또한, 베네딕토라는 이름을 선택한 교황으로서는 교황 베네딕토 15세 이래 80년 만이었다.
베네딕토 16세는 극적인 카리스마는 없지만 명석하고 신념이 강한 학자이며 유능한 행정가이자, 일곱 개의 명예박사학위와 모국어인 독일어뿐만 아니라 이탈리아어, 프랑스어, 영어, 스페인어, 포르투갈어, 라틴어, 고대 그리스어, 히브리어 등 10개국 언어로 소통할 수 있을 만큼 뛰어난 능력을 갖춘 인물이다. 1992년 이래 프랑스의 윤리학 아카데미 회원이기도 하다. 그 때문에 사람들로부터 ‘21세기 최고의 신학자이며 유럽의 최고 지성’으로 칭송을 받고 있다. 부드러운 음성의 내성적인 사색가이며 모차르트와 바흐의 곡을 즐겨 연주하는 수준급의 피아니스트이기도 하다.
베네딕토 16세는 많은 선진국에서 퍼져가는 기독교 신앙의 쇠퇴와 세속화의 풍조를 막으려면 유럽이 먼저 기본적인 기독교적 가치를 회복해야 한다고 역설하였다. 이런 이유 때문에 객관적 실재의 상대주의 그리고 도덕적 진리의 부정을 거부하고 이를 21세기의 주요 문제로 선언하였다. 그는 가톨릭교회와 인류를 위해 구제를 베푸는 하느님의 사랑을 묵상할 것을 가르치며 “사랑의 활동에 참여하는 많은 그리스도인 사이에 증대하는 세속주의와 행동주의에 직면하여, 기도의 중요성을 다시 확인하여야 할 때이다.”라고 다시 확인하였다.
또한, 베네딕토 16세는 전 세계 학생들을 위한 장학금을 기부하는 자선단체 라칭거 재단의 창설자이자 후원자이다.
2013년 2월 11일, 베네딕토 16세는 자신의 연령이 너무 많아 업무 처리가 힘들어 교황직을 사임한다고 공식적으로 발표하였다. 또한 사임에 관련한 많은 의혹에 대하여 자신의 확고한 의지임을 분명히 밝혔다. 2013년 2월 27일로 사임하였다. 교황의 중도사퇴는 교황 그레고리오 12세 이후 598년만의 일이다.

## 생애

### 생애 초기 (1927년-1951년)

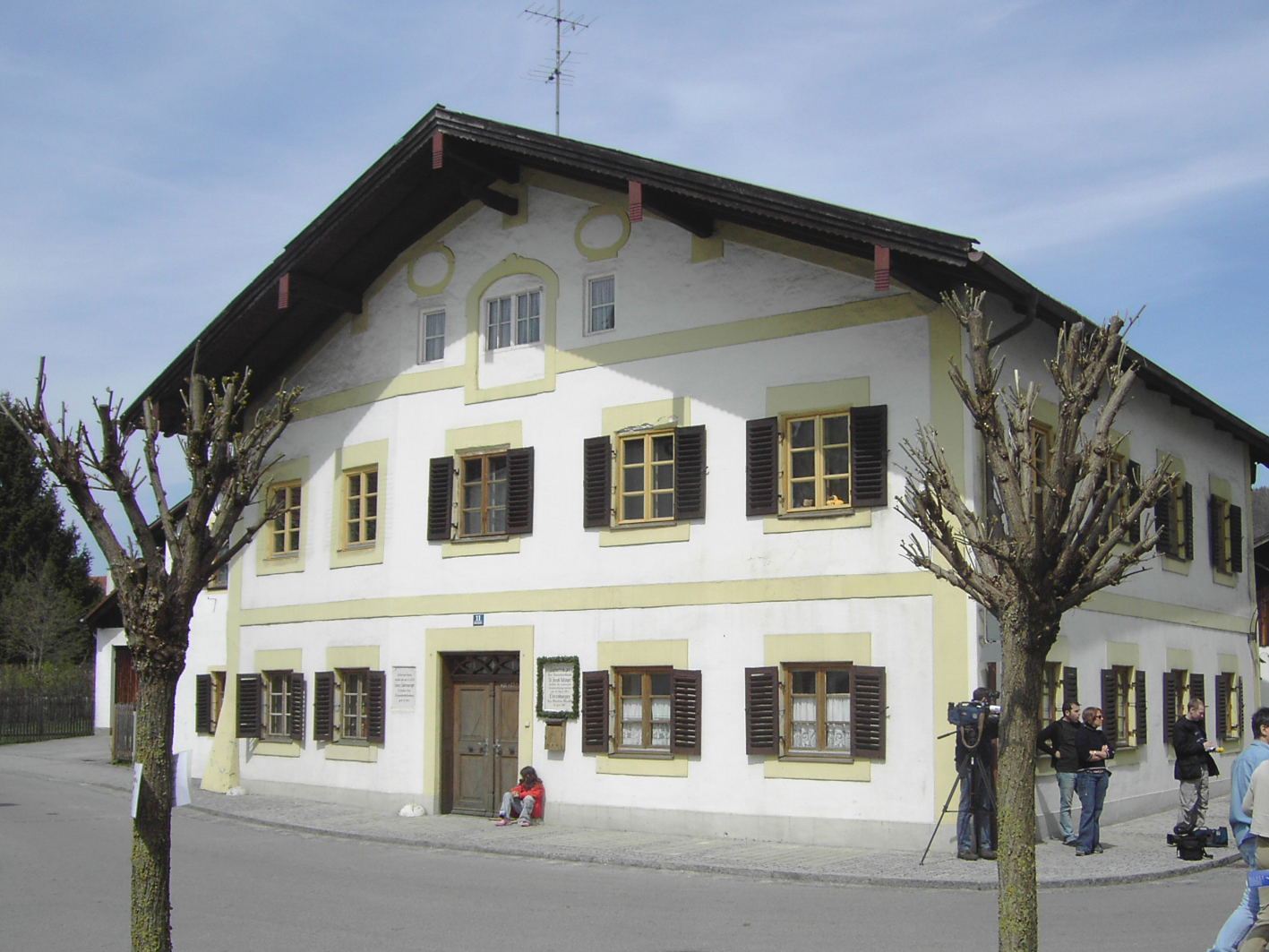
어린 시절에 살았던 집

요제프 라칭거는 1927년 4월 16일 성 토요일 아침 8시 30분, 바이마르 공화국 바이에른주 마르크틀 암 인에서 요제프 라칭거와 마리아 라칭거의 2남 1녀 가운데 막내로 태어났다. 같은 날 그는 유아세례를 받았다. 아버지는 경찰관이었으며, 어머니는 식당에서 일하며 생계를 꾸려나갔다. 교황 베네딕토 16세의 형 게오르크 라칭거는 사제이자 레겐스부르크 주교좌 성당 소년 성가대의 전(前) 지휘자다. 그의 누나 마리아 라칭거는 평생 결혼하지 않았으며 1991년에 죽을 때까지 집안을 돌보았다. 그들의 종조부는 독일의 정치가 게오르크 라칭거이다.
교황의 일가는 어린 시절부터 그가 성직자의 소질을 타고났다고 증언하였다. 꽃을 뿌리며 뮌헨 대교구장이었던 추기경의 방문을 환영한 아이들 무리에는 다섯 살 무렵의 라칭거도 있었는데, 당시 추기경 특유의 의복을 본 후로 추기경이 되고 싶어 했다고 나중에 회고하였다.

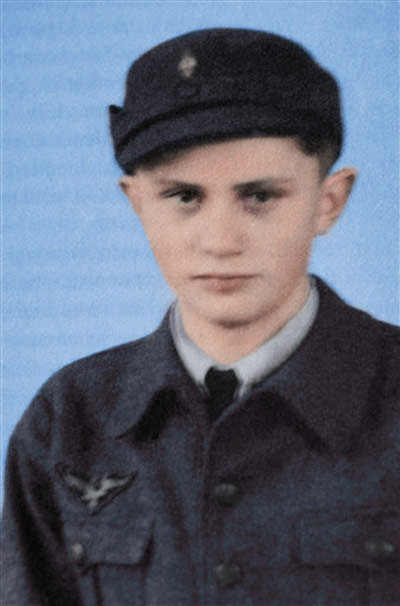
히틀러 유겐트 시절의 모습

1941년 열네 번째 생일을 보낸 직후 그는 나치당의 청소년 조직인 히틀러 유겐트에 가입했다. 그의 나치 소년단 가입 전력은 뒷날 교황 선출 당시 많은 논란을 불러 일으켰다. 다만 1939년 12월 이후로 나치 독일의 모든 열네 살짜리 사내아이들은 자신의 의지와는 상관없이 이 단체에 강제적으로 가입해야만 했다. 매우 엄격하고 정직했던 그의 아버지는 신심 깊은 가톨릭 신자였으며, 나치즘의 강력한 반대자였다. 1941년 라칭거의 사촌 가운데 한 명이 다운 증후군에 걸렸는데, 어린 나이였음에도 히틀러 정권의 우생학 운동에 의해 살해당했다. 1943년 열여섯 살의 그는 항공기 엔진을 만들던 BMW 공장의 방공포 부대에 복무하였다. 그는 그러나 손가락에 생긴 염증으로 연합군 항공기에 방공포를 발사한 적은 한 번도 없었다고 부인하고 있다. 제2차 세계 대전이 끝나갈 무렵, 라칭거는 1944년 4월 독일군을 탈영해 집으로 돌아가다가 미군에 포로로 잡혀 몇 주 동안 전범수용소에 수감돼 있다가 1945년 6월 전쟁이 끝나고 나서 몇 달 뒤에 석방되었다. 그해 11월에 그는 형 게오르크와 함께 신학교에 들어갔다.
1945년 두 형제는 트라운스타인의 성 미카엘 신학교에 입학해 공부하였다. 두 사람은 1951년 6월 29일 사제로 서품받았다. 라칭거는 1953년과 1957년에 각각 《성 아우구스티노의 교회론에서의 유다 민족과 하느님의 집》이라고 명명된 논문과 성 보나벤투라에 대한 논문을 발표하였다. 그 덕분에 신학박사 학위를 취득한 그는 1958년 프라이징 대학교의 교수가 되었다.

### 교수 경력 (1951-1977)
라칭거는 1959년 본 대학교의 교수가 되었다. 그의 첫 강의 주제는 “신앙의 하느님과 철학의 하느님”이었다. 1963년 그는 뮌스터 대학교로 옮겨갔는데, 그곳에서 그의 강의는 인기가 높아 강의실이 항상 초만원이었다.
제2차 바티칸 공의회(1962-1965)에서 라칭거는 쾰른의 요제프 프링즈 추기경의 신학 자문(peritus) 겸 독일어권의 대표자 자격으로 참여하였다. 당시 개혁가였던 그는 공의회 동안 한스 큉과 에드워드 쉴레벡스크 같은 진보적인 근대주의 신학자들과 손을 잡았다. 당대의 유명한 신학자 카를 라너의 팬이었던 라칭거는 교회 개혁의 지지자가 되었다. “그가 참석하지 않았더라면 공의회가 쇄신의 씨앗을 뿌리지 못했을 것”이라는 평가가 있을 정도였다. 공의회에 참석한 라칭거는 회의장 분위기가 현실에 안주 내지는 과거 회귀 쪽으로 기울자 교리ㆍ교의ㆍ전례 분야에서 번뜩이는 논리로 흐름을 바꿔놓았다. 이 때문에 일부에서는 그를 ‘공의회 파괴자’라고 몰아붙였다. 당시 신학자들은 문서 초안을 작성하고, 뜻을 같이하는 사람들을 모으고, 주교들 간의 토론을 준비하는 일을 맡았는데 라칭거는 회기 내내 핵심적 역할을 했다.
1966년 요제프 라칭거는 튀빙겐 대학교의 신학교수로 부임하였는데, 한스 큉도 그곳에서 같이 교수로 재직하였다. 1968년 그는 저서 《그리스도교회 입문서》를 통해 교황은 의사 결정을 하기 전에 교회 안의 의견이 다른 목소리를 들어야 할 의무가 있다고 강조하였다. 그는 또한 교황청의 관료들이 교회를 경직시키고 있다고 서슴없이 비판하였다. 하지만, 1967년과 1968년 독일 대학가를 휩쓴 네오마르크시즘 열풍, 즉 극렬 좌파 학생운동이 일어나면서 진보적 성향이 있는 신학 교수들마저 학생들에게 강의 마이크를 빼앗기는 지경에 이르자 라칭거는 큰 충격을 받았다. “성경은 대중을 기만하는 비인간적 문헌”, “예수에게 저주를!” 따위의 전단과 구호가 교정에 난무하였다. 결국, 라칭거는 이후로 강경한 보수적 성향으로 돌아섰다. 훗날 그는 회고록에서 “당시 나는 무신론적 열정에 사로잡힌 흉한 얼굴, 심리적 불안, 모든 도덕적 성찰을 부르주아의 썩은 냄새라고 내던져 버리는 열등의식, 이런 것들이 베일을 벗는 장면을 목도했다.”고 말했다. 튀빙겐 대학에 있는 동안 라칭거는 개혁주의 신학 기관지 《Concilium》에 논설을 싣기도 했다.
1969년 그는 바이에른의 레겐스부르크 대학교에 돌아왔다. 그는 한스 우르스 폰 발타자르, 앙리 드 루박, 발터 카스퍼 등과 함께 신학 기관지 《통교》(Communio)를 발간하였다. 《통교》는 오늘날에도 독일어, 영어, 스페인어를 포함한 17개국 언어로 출판되고 있는 현대 가톨릭 신학 사상 유명한 기관지로 자리 매김하고 있다. 교황으로 선출되기까지 그는 기관지의 다작 공헌자들 가운데 한 명으로 남아 있었다.

### 뮌헨-프라이징 대교구장 (1977-1982)

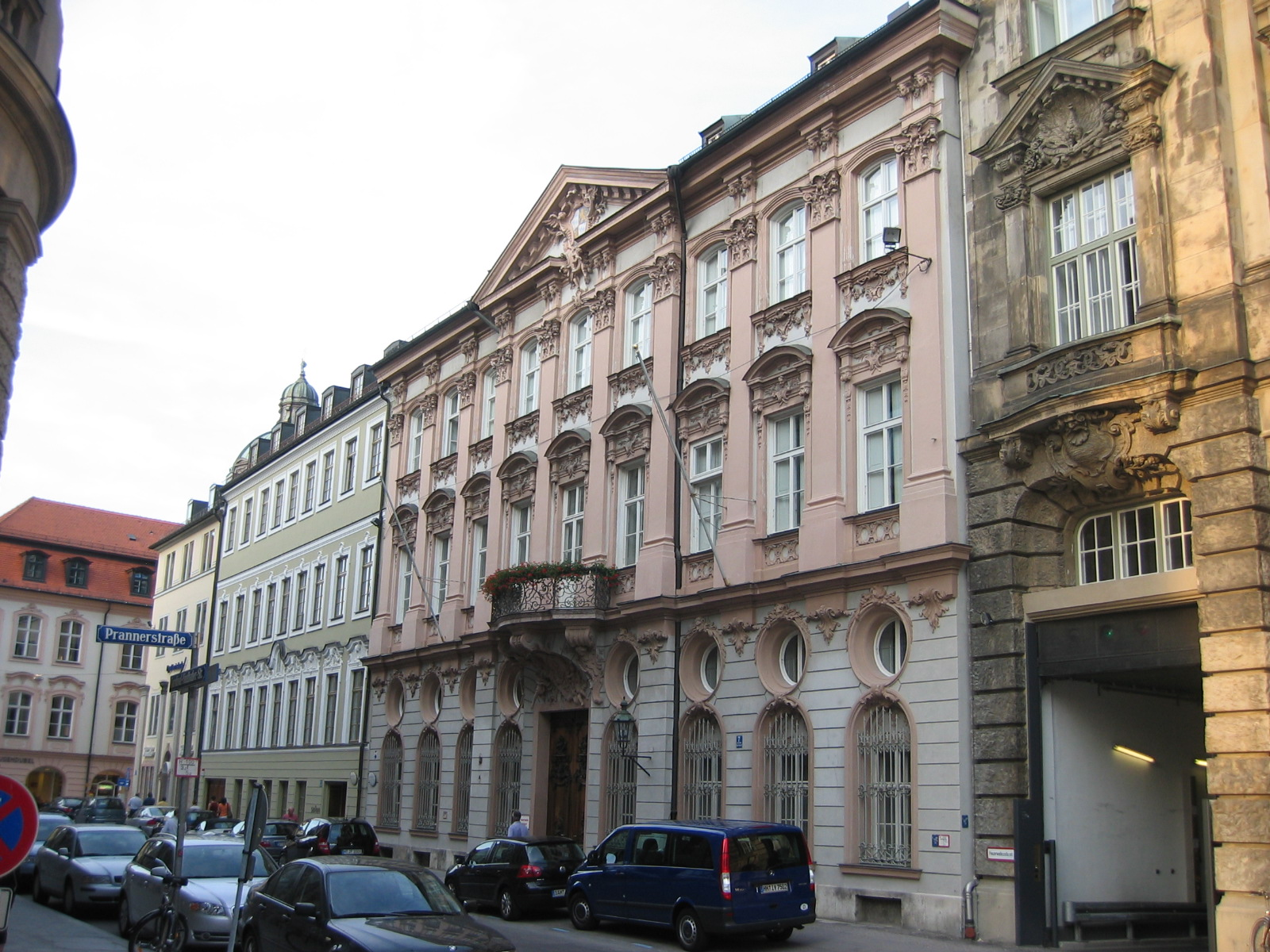
뮌헨-프라이징 대교구장의 관저인 뮌헨의 홀른슈타인 궁전

1977년 3월 24일 라칭거는 뮌헨과 프라이징의 대주교로 임명되어 주교품에 서품되었다. 그의 사목표어는 자서전 《Milestones》의 주석에서 채택한 ‘진리의 협력자’(Cooperatores Veritatis)이다. 6월 27일 추기경회의에서 그는 교황 바오로 6세에 의해 로마교구의 산타 마리아 콘솔라트리체 알 티불티노 성당의 사제급 추기경이 되었다. 2005년 콘클라베가 열릴 때까지 그는 바오로 6세가 임명한 열네 명의 추기경 가운데 한 명이자 여든 살 미만인 세 명의 추기경 가운데 한 명이었다.

### 신앙교리성 장관 (1981-2005)

추기경 시절의 문장

1981년 11월 25일 교황 요한 바오로 2세는 라칭거를 과거 검사성성으로 알려져 온 신앙교리성의 장관으로 임명하였다. 그 결과 1982년 초에 그는 뮌헨대주교직을 사임하였다. 1993년 추기경단에서 그는 벨레트리 세그니의 주교급 추기경으로 진급하였으며, 1998년에는 추기경단 차석추기경, 2002년 11월 30일에는 추기경단 수석추기경직을 맡았다. 역대 추기경단 수석추기경은 오스티아의 명의주교였던 점을 고려하여 동시에 오스티아 교구장 직책도 받았다. 그 밖에 교황청 성서위원회 위원장과 국제신학위원회 위원장도 도맡았다.
교황청 안에서 라칭거는 예컨대 산아 제한, 동성애, 종교 다원주의와 같은 문제에 대해서 교회의 교리를 다시 확인하고 옹호함으로써 자신이 맡은 바 임무를 성실히 수행하였다. 신앙교리성 장관으로 재직하고 있을 동안에 그는 해방신학의 마르크스주의와 미움과 폭력을 독려하는 성향에 대해 두 차례 비난하면서(1984년과 1986년) 남아메리카의 노골적인 해방신학자 무리에 반대하는 법안을 제정하는 등 일침을 가했다. 그리하여 많은 해방신학자의 활동이 중지되거나 파문 조치가 내려졌다. 또한, 라칭거와 신앙교리성은 그들 가운데 대다수가 신앙 무차별주의자라고 보았다.
더불어 그는 교회에 대한 공개적 비판을 절대로 용납하지 않았다. 교황청의 교권주의 등을 비판해 오던 한스 큉을 비롯한 상당수의 진보적인 신학자들에게 수업 및 저서 출판 금지 등의 처벌을 내린 장본인이 바로 라칭거였다. 한 교황청 관리는 “그는 모든 것의 마지막 점검 단계였고, 정통 교리의 최종적인 발언이었으며, 모든 것이 그가 담당하는 신앙교리성을 거쳐 갔다.”고 말했다. 이 때문에 가톨릭교회가 세계 곳곳에서 세속주의와 다른 종교의 위협에 직면해 있는 만큼 정통 원리원칙에 충실해야 한다고 생각하는 보수적인 신자들로부터 환영받았다.
2000년 신앙교리성은 《주님이신 예수님》(Dominus Iesus)이라고 명명된 문헌을 발표했다.
2001년, 이탈리아와 미국에서 일부 과학자들이 인간 복제 실험을 강행하겠다고 잇달아 공언하며, 인간 복제 실험을 반대하는 교황청을 과학 발전을 가로막는 범죄집단으로 치부한 것에 대해서는 나치 독일의 역사에 견주어 “인간 복제는 제2차 세계 대전 당시 나치가 저지른 만행과 다름없는 짓”이라고 강력하게 비난했다.

### 교황 선출

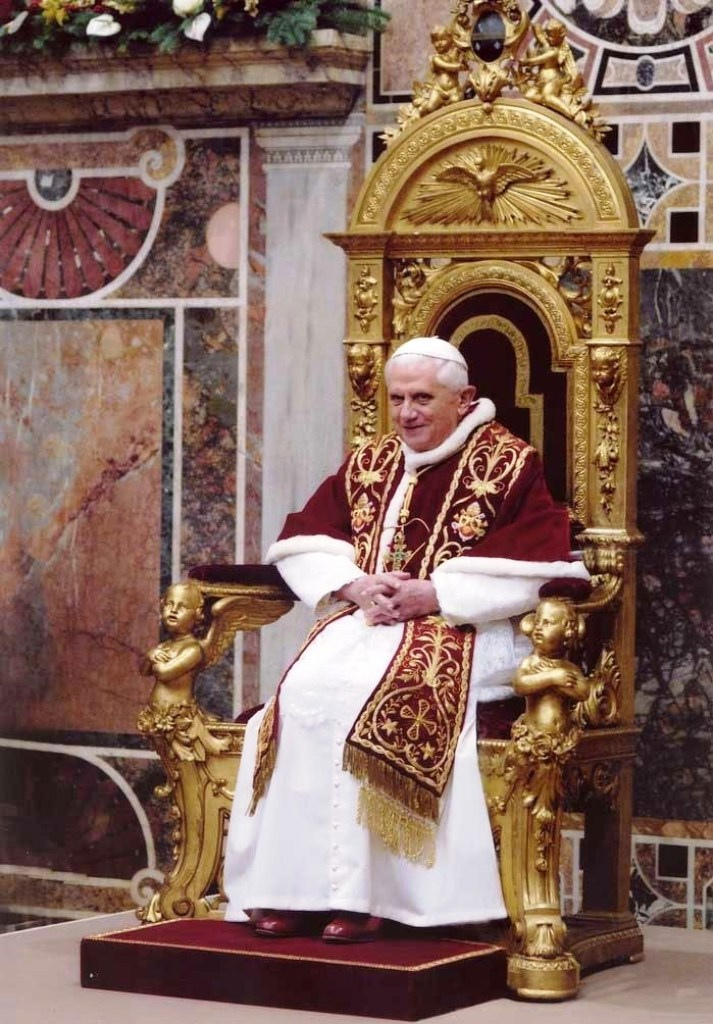
2011년 사도 궁전에서의 교황 베네딕토 16세

요한 바오로 2세의 건강이 나빠지자 라칭거는 차츰 교황청 대내외에 막강한 영향력을 가지게 되었으며, 차기 교황의 강력한 후보 가운데 한 명으로 거론되었다. 2005년 4월 교황으로 선출되기 전에 그는 타임스 잡지의 ‘세계 100대 영향력 있는 인물’ 가운데 한 명으로 선정되었다. 2005년 4월 8일에는 추기경단장으로서 선종한 교황 요한 바오로 2세의 장례 미사를 성 베드로 광장에서 집전하였다. 같은 해 18일에 개시된 콘클라베에서 너무 나이가 많다는 점과 건강이 안 좋다는 점이 지적되기도 했지만, 정세가 불안정해 과도기적 관리자가 필요했던 시점이었기 때문에 그의 많은 경험과 탁월한 업무 능력, 자유로운 외국어 구사 실력 등이 두드러져 결국 2005년 4월 19일 투표 2일째 되는 날, 라칭거 추기경은 새 교황으로 선출되었다.
78세의 늙은 나이를 고려해 여생을 조용하고 평화스럽게 보내고 싶었던 라칭거는 당시 상황을 “콘클라베에서 추기경들의 투표 추세로 보아 본인이 될 것 같은, 다시 말하면, 마치 나에게 단두대의 칼날이 떨어질 것 같은 느낌을 받았고 이때 갑자기 현기증이 났다.”고 회고하였다. 또한, 하느님에게 자신이 교황으로 선출되지 않게 해달라고 기도하였던 그는 “주님께서 당신에게 ‘나를 따라 오너라’고 말씀하신다면 당신은 주님의 뜻을 순종하라는 다른 추기경의 메모를 받았다.”고 하면서 이 메모를 계기로 교황직을 수용키로 마음을 정했다고 밝혔다.
교황 선출 당일 그가 군중에게 인사한 후, 연설한 취임사의 내용은 다음과 같다.
| “ | 사랑하는 형제·자매 여러분, 위대하신 교황 요한 바오로 2세의 뒤를 이어, 추기경들께서 보잘 것 없고 미천한 저를 주님의 포도밭 일꾼으로 뽑으셨습니다. 주님께서는 부족한 도구를 통해서도 일하실 줄 안다는 사실이 저에게는 위안이 됩니다. 그러므로 특별히 저는 여러분께 기도를 부탁합니다. 영원토록 우리의 항구한 도움이 되시는 부활하신 주님의 기쁨 속에서, 그분의 도움이 영원하다는 믿음을 가지고 앞으로 나아갑시다. 주님께서 우리를 도와주실 것이며, 지극히 사랑받는 어머니 마리아께서 우리 곁에 계실 것입니다. 감사합니다. | ” |

라칭거는 교황으로서의 새 이름을 교황 베네딕토 15세와 누르시아의 성 베네딕토 모두에게 경의를 표하고 본받고자 베네딕토를 선택하였다. 베네딕토 15세는 제1차 세계대전 동안에 참전국들 사이에서 교회의 중립을 지키며 열렬하게 평화를 주창한 조정자였으며, 원주민들에게 적극적으로 가톨릭 교리를 전파한 ‘교의 전략가’로도 유명하다. 누르시아의 성 베네딕토는 서구 수도원 제도를 만든 베네딕토회의 창립자이자 유럽의 수호성인이다. 베네딕토는 라틴어로 ‘좋게 말한’ 또는 ‘축복된’이란 뜻이다.
베네딕토 16세는 2005년 4월 25일 일반 알현 중에 가진 연설 중에서 자신이 베네딕토라는 이름을 선택한 이유를 다음과 같이 밝혔다.
| “ | 저는 베네딕토 15세와 영적인 유대를 맺기 위하여 베네딕토 16세라 불리기를 원했습니다. 그분은 제1차 세계대전이라는 혼란의 시기에 교회를 이끄셨던 분이십니다. 용기 있고 진정한 평화의 예언자이셨던 그분은 무엇보다도 대담한 용기로 전쟁의 비극을 막고 전쟁에 따른 불행한 결말들을 줄이고자 노력하셨습니다. 그분의 뜻을 이어받아, 저는 사람들 사이의 화해와 조화를 위해 봉사하는 것을 저의 사목으로 삼고 싶습니다. 왜냐하면 평화라는 위대한 선은 그 무엇보다도 가장 우선하는 하느님의 선물이기 때문입니다. ‘베네딕토’라는 이름은 위대한 서방 수도원의 아버지라 할 수 있는 걸출한 인물인 누르시아의 베네딕토 성인을 상기시킵니다. 유럽의 수호성인이신 그분은 유럽의 일치를 위한 근본적인 기준점이자 당시 유럽 문화와 문명에 깊이 뿌리내린 기독교적인 근간을 다시 한 번 강하게 환기시키셨습니다. 우리는 이 서양 수도원의 아버지가 자신의 규칙서에서 수사들에게 남긴 권고를 잘 알고 있습니다. “그리스도의 사랑 이외에 어떤 것도 좋아하지 마라.” 베드로의 후계자로서 직무를 시작하면서, 저는 성 베네딕토에게 우리가 우리 삶의 중심에 그리스도를 확고히 모시고 살아가도록 도와달라고 청합니다. 부디 그리스도께서 우리의 생각과 모든 행위에서 항상 최고의 위치에 자리하시기를! | ” |

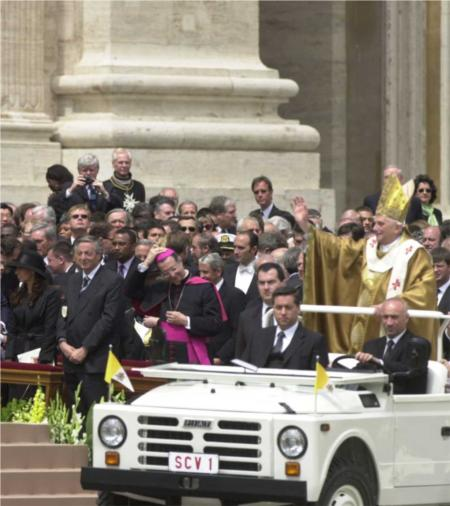
즉위미사를 마치고 돌아가는 베네딕토 16세

4월 24일 그는 성 베드로 광장에서 거행한 즉위식을 통해 정식으로 등극하였으며, 다음해 5월 7일에는 로마 주교의 주교좌 성당인 산 조반니 인 라테라노 대성전에서 로마 주교좌 착좌 미사를 거행하여 로마의 주교로 착좌하였다. 교황청은 베네딕토 16세의 즉위식이 열린 성 베드로 광장과 인근 도로에 모인 순례자들의 수가 35만여 명에 달하는 것으로 집계했다. 또한, 약 110개국 대표단이 대거 교황 즉위식에 참가했으며 특별히 교황의 모국인 독일에서도 10만 명의 신도가 참가한 것으로 파악했다. 즉위식이 시작된 시간에 독일 전역의 성당에서는 15분간 축하 종소리가 울려 퍼지기도 했다.
베네딕토 16세의 즉위식은 요한 바오로 2세 때 개정된 전례와 의식, 복장들이 처음으로 선보인 자리였다. 베네딕토 16세는 선출된 후 즉시 이를 승인하였다. 교황 즉위식의 중요한 변화는 우선 장소에서 나타났다. 예식은 성 베드로 대성전의 중앙 제대를 중심으로 추기경들이 원형으로 둘러싼 가운데 교황이 동방 가톨릭교회 총대주교들과 함께 성 베드로의 무덤으로 내려가 참배했다. 이어서 무덤에서 걸어나와 온 세계를 향해 교황으로서의 직무를 시작함을 선포했다.
두 번째 변화는 순명을 서약하는 부분이다. 전에는 즉위식에 참석한 모든 추기경들이 순명 서약을 했다. 하지만, 새 즉위식에서는 모든 교회가 새로 선출된 교황을 인정함을 드러내도록 하는데 중점을 두었다. 모든 교회 구성원을 상징하는 12명을 선발하였다. 여기에는 대한민국의 김수환 추기경을 비롯한 추기경 3명 외에 주교, 교구 사제, 부제, 남녀 수도자, 부부, 그리고 최근 견진성사를 받은 젊은 남녀 등이다.
베네딕토 16세는 즉위 미사에서 가진 강론에서 “나의 진정한 통치는 나의 뜻을 이루는 것이 아니며, 내 생각을 추구하는 것이 아니다.”라며 “주님의 말씀과 뜻에 귀를 기울이며, 그분의 인도를 받아 인류 역사 안에서 그분 자신이 교회를 이끌어가도록 하는 것이다.”라고 말했다. 교황은 특히 현대 사회를 ‘사막’으로 비유하며, “오늘날 세상에는 가난과 굶주림, 자포자기와 소외, 파괴된 사랑, 공허한 영혼, 인간 생명의 존엄성 상실 등 수많은 사막이 존재한다.”라며 교회의 사명은 “사람들을 사막에서 이끌어내 풍성한 생명을 선사하시는 성자께 인도하는 것이다.”라고 말했다.
베네딕토 16세는 즉위식을 마친 뒤, 교황 전용차에 탑승해 광장에 모인 신자들에게 손을 흔들고 축복을 내렸다.

### 건강
베네딕토 16세는 생전에 두 차례 가벼운 뇌졸중을 겪었고 심장병도 앓고 있다고 밝혀졌다. 교황으로 선출되기 이전인 1991년 8월에 첫 뇌졸중을 일으키고 나서 그는 당시 교황이었던 요한 바오로 2세에게 사직서를 제출했다고 한다. 그는 건강이 나빠 더는 교황청의 격무를 감당할 수 없다면서 은퇴해 고국에서 책을 쓰고 싶다고 희망한 것으로 전해졌다. 베네딕토 16세의 전기를 쓴 작가인 존 앨런은 그가 1991년 뇌졸중 후유증으로 시력에 문제가 생겼으며 지난 10여 년간 심한 현기증과 수면장애에 시달려 왔다고 전했다.
2010년 10월 이후 베네딕토 16세는 전례 행렬 때 이동식 장비를 사용했고, 수개월 뒤에는 평상시에 지팡이를 사용하기 시작했다. 2013년 2월 12일 교황청은 대변인을 통해 처음으로 베네딕토 16세가 수년 전부터 심장박동기를 착용해 왔음을 공식적으로 인정했다. 교황청 대변인 페데리코 롬바르디 신부는 베네딕토 16세가 2005년 교황에 선출되기 오래전부터 심장박동기를 착용해왔다고 밝혔다. 그는 몇달 전 비밀리에 배터리를 새로 교체했고 이같은 의료 조치가 일상적이었다고 전했다. 하지만 이어서 그는 “이는 정상적인 절차였으며 이 일이 교황의 사임 결정에 영향을 미치지는 않았다.”고 밝혔다. 미국심장협회 회장 마리엘 제섭 박사는 USA투데이 인터뷰에서 “심장박동이 느려지는 등 교황의 심장 기능이 약화했을 수 있다. 그 나이대 사람에게 자주 발생하는 현상”이라고 말했다.
웹사이트 바티칸 인사이더는 2013년 2월 20일 바티칸 문제 전문가 마르코 토사티의의 말을 인용해 베네딕토 16세가 건강이 악화돼 왼쪽 눈이 거의 안 보여 계단을 오르내릴 때 부축을 받아야 하는 수준이라고 보도했다. 또 잠을 잘 자지 못하고 최근 수년간 외국 여행 중에 수차례 침대에서 떨어지기도 했으며 공식적인 자리에서 피곤한 모습을 보이기까지 했다고 전했다. 교황 주치의인 파트리치오 폴리스카는 2년 전에 베네딕토 16세의 혈압이 급격하게 올라갔으며 이에 따라 그는 베네딕토 16세에게 가능하면 항공 여행을 자제할 것을 권고했다고 밝혔다.

### 사임
베네딕토 16세는 2013년 2월 11일 바티칸에서 열린 추기경회의에서 28일 오후 8시를 기해서 교황직을 사임한다고 발표했다. 그는 사임 발표문에서 “하느님 앞에서 양심을 성찰하면서 ‘급변하는 세상’, ‘신앙생활의 중대한 문제들로 흔들리는 세상’에서 베드로 직무를 수행하는데 요구되는 ‘몸과 마음의 힘’이 없다고 확신하고, ‘온전한 자유’로 교황직을 사임한다.”고 말했다.
<교황의 사임 발표문 전문>

친애하는 형제 여러분,

저는 세 분의 시성을 위해서만이 아니라 교회 삶에 매우 중대한 결심을 여러분에게 전하고자 이 추기경회의를 소집하였습니다. 하느님 앞에서 거듭거듭 제 양심을 성찰하고, 저는 고령으로 더 이상 베드로 직무를 수행하기에 맞갖은 힘이 없다는 확신에 이르렀습니다.

이 직무는 그 영적인 본질에 따라, 말과 행동만이 아니라 그에 못지않게 기도와 고통으로 수행하여야 한다는 것을 저는 잘 알고 있습니다. 그러나 이 시대의 급변하는 세상에서, 신앙생활의 중대한 문제들이 흔들리는 세상에서, 베드로 성인의 배를 이끌고 복음을 선포하려면, 몸과 마음의 힘도 필요합니다. 지난 몇 달 사이에, 저에게 맡겨진 직무를 제대로 수행할 힘이 없다는 것을 인정하여야 할 정도로 제 자신이 너무 약해졌습니다. 그러므로 저는 이 행위의 중대성을 잘 의식하고 온전한 자유로, 2005년 4월 19일에 추기경님들의 손으로 저에게 맡겨진 베드로 성인의 후계자인 교황의 직무를 사퇴하며, 이에 따라 2013년 2월 28일 20시부터 로마 주교좌, 성 베드로좌는 공석이 되고, 관할권자들은 새 교황 선출을 위하여 콘클라베를 소집해야 할 것이라고 선언합니다.

친애하는 형제 여러분, 저의 무거운 직무를 저와 함께 져 주신 여러분의 모든 사랑과 노고에 진심으로 감사드리며, 제 모든 허물에 대하여 용서를 청합니다. 이제 최고 목자이신 우리 주 예수 그리스도께 하느님의 거룩한 교회를 맡겨 드리며, 성모 마리아께서 추기경들이 새 교황을 선출할 때 어머니의 어지심으로 그들을 도와주시도록 간청합니다. 저는 앞으로 기도에 전념하며 하느님의 거룩한 교회를 온 마음으로 섬기고자 합니다.

바티칸에서

2013년 2월 10일

교황 베네딕토 16세

교회법 제332조 2항은 ‘혹시라도 교황이 그의 임무를 사퇴하려면 유효 요건으로서 그 사퇴가 자유로이 이루어지고 올바로 표시되어야 하지만 아무한테서도 수리될 필요는 없다.’고 규정하고 있지만 가톨릭교회의 오랜 전통상 교황직은 종신직이라서 생존하는 교황이 직무에서 물러나는 경우는 매우 드물다. 이는 1415년 그레고리오 12세가 사임한 이후 598년 만의 일로, 폰시아노와 베네딕토 9세, 첼레스티노 5세 그리고 그레고리오 12세에 이어 역사상 다섯 번째로 사임한 교황이 된다. 하지만 이전에 사임한 교황들 중 베네딕토 9세를 제외하면 사실상 외부 요인에 의한 사임이었던 데 비해 베네딕토 16세는 온전히 자발적으로 사임했다.
베네딕토 16세는 앞서 2010년 자신의 저서 《세상의 빛: 교황, 교회, 그리고 시대의 징후》에서 자진 사임 의사를 내비친 적이 있다. 교황은 책에서 “(교황에게는) 육체적으로, 정신적으로, 그리고 영적으로 더는 교황 업무 수행이 어렵다고 느낄 경우 사임할 권리가 있다. 경우에 따라서는 의무이기도 하다”면서 “교황의 의무와 잦은 외국 출장에 자주 부담을 느끼곤 한다. 때로는 육체적인 면에서 내가 일(교황 업무)을 해낼 수 있을지 걱정되고 의문이 들기도 한다.”고 털어놓았다.
베네딕토 16세는 사임 발표 후 17일 성 베드로 광장에서 열린 삼종기도 자리에서 5만여 명의 신자들이 모인 가운데 자신의 사임을 직접 언급하지는 않으면서, ‘교회에 있어 특별한 이 시기’에 신자들이 끊임없이 기도해줄 것을 요청했다.
베네딕토 16세는 추기경들이 교황 선출을 위한 콘클라베 시작 일시를 앞당기는 것을 허용하는 자의교서를 2월 25일 발표했다.
이에 따르면 콘클라베는 교황의 선종이나 사임으로 사도좌가 공석이 된 지 15~20일 사이에 개시되는데, 모든 선거인 추기경이 도착하면 선거 개시를 앞당기는 것도 허용되었다. 하지만 추기경들은 교황 퇴위 이전에 콘클라베 일정을 결정할 수는 없다.
교황은 또 교서에서 추기경이 아닌 사람이 콘클라베 과정에 대해 완전한 비밀을 유지해야 할 서약을 깨뜨리면 자동 파문의 벌을 받는다고 규정했다. 추기경일 경우에는 이전 규정과 마찬가지로 후임 교황이 징계를 결정하도록 하였다.

### 선종

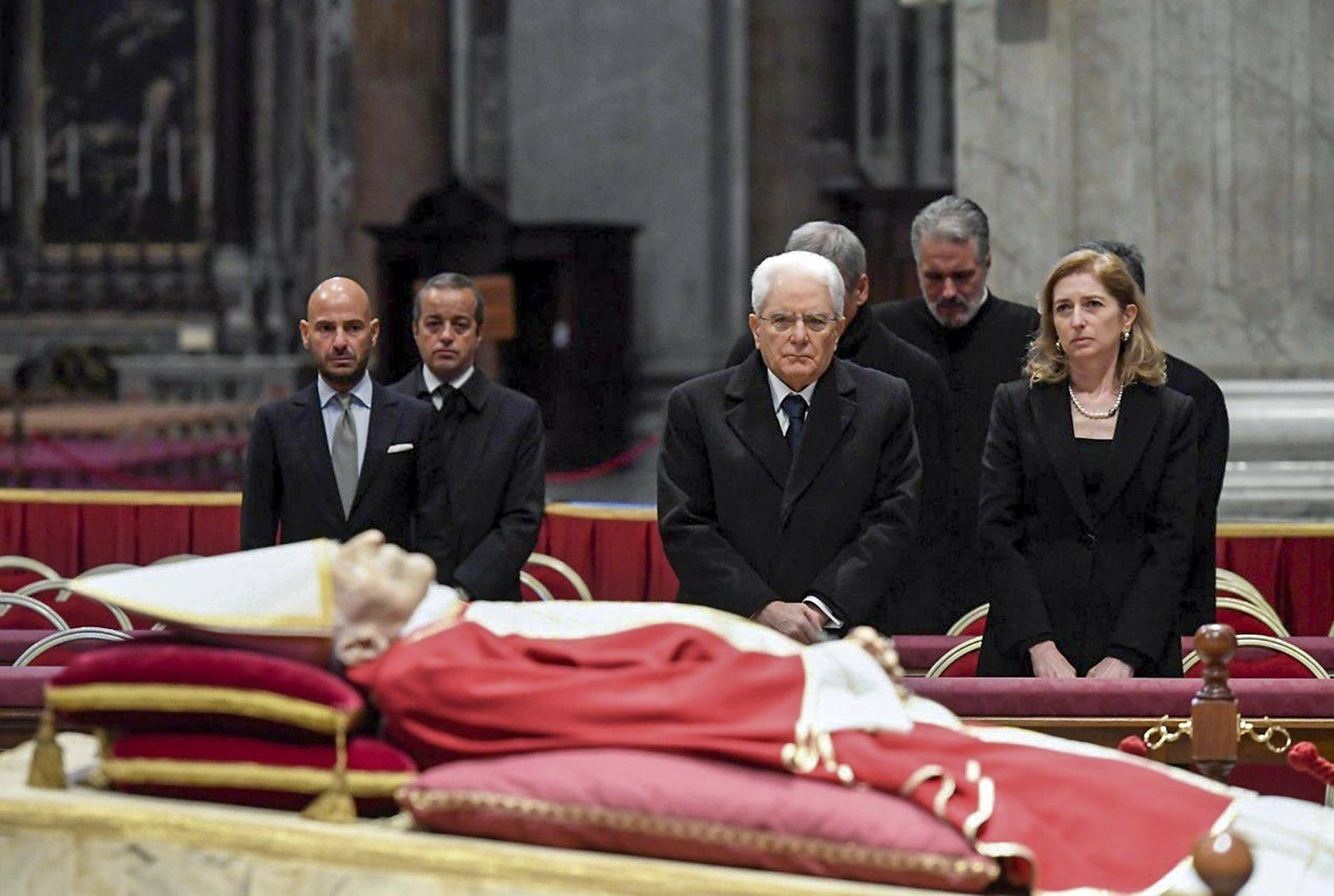
산 피에트로 성당에서 교황 베네딕토 16세의 시신에 기도하는 세르조 마타렐라 이탈리아 대통령.

2022년 12월 31일, 2023년을 하루 앞둔 채 사망했다. 베네딕토 16세의 시신은 1월 2일 성 베드로 대성당으로 운구되었고, 장례미사 전날인 1월 4일까지 사흘 동안 공개되어 순례자들의 조문을 받는다. 장례미사는 프란치스코 교황의 주례로, 2023년 1월 5일 9시 30분 성 베드로 광장에서 거행되었다. 가톨릭평화방송은 2023년 1월 1일 오후 4시부터 베네딕토 16세 관련 방송을 틀어주기 시작했다.

## 전임 교황
2013년 2월 26일 교황청 대변인 페데리코 롬바르디 신부는 교황직에서 물러나는 베네딕토 16세의 호칭은 ‘전임 교황’(Papa emeritus)으로 결정됐다고 발표하였다. 또한, 전임 교황에게 바치는 경칭은 여전히 성하를 사용한다고 전했다. 베네딕토 16세는 교황 재위 시절 때와 마찬가지로 하얀색 수단을 입는다. 하지만 더 이상 붉은색 모제타와 구두를 착용하지는 않는다. 그리고 이름은 본명으로 되돌아가는 대신 교황명을 그대로 유지하기로 하였다. 베네딕토 16세가 꼈던 어부의 반지는 사적으로 폐기 처분되었다.
2013년 2월 28일 아침, 베네딕토 16세는 추기경단과 만난 다음, 이른 오후에 헬리콥터를 타고 교황의 여름 별장인 카스텔간돌포에 갔다. 그는 자신의 새 거주지가 될 바티칸 정원의 교회의 어머니 수도원 재단장 작업이 끝날 때까지, 임시로 은퇴 사제용 주택에 머물다가 2013년 5월에 주거지를 옮겼다. 이 수도원은 예전에 12명의 수녀가 머물렀던 곳이었다. 전임 교황을 위해 수도원을 외부로부터 보호하기 위해 현재 교황의 정원과 인접한 200제곱미터의 정원에 두꺼운 울타리와 장벽이 설치되었다. 이곳으로부터 수십 미터 떨어진 곳에는 바티칸 라디오 빌딩이 자리잡고 있다. 수도원에서 전임 교황은 봉쇄 생활을 하고 있지는 않으며, 대신 공부와 저술 활동으로 시간을 보내고 있다.
베네딕토 16세가 교황직을 사임한 후 처음으로 공개적인 자리에서 모습을 나타낸 것은 2014년 2월 22일 성 베드로 대성전에서 그의 후임자인 교황 프란치스코의 첫 추기경 서임식에서였다. 다른 사람들의 눈에 띄지 않고 조용히 성 베드로 대성전에 들어간 베네딕토 16세는 여러 다른 추기경들과 함께 나란히 자리에 앉았다. 프란치스코 교황이 그에게 인사하기 위해 제단에서 내려와 다가가자, 베네딕토 16세는 주케토를 벗으며 인사한 다음에 다시 착용했다. 이후 그는 교황 프란치스코가 성 베드로 광장에서 집전한 교황 요한 23세와 교황 요한 바오로 2세의 합동 시성식 미사에도 참례하여, 다른 추기경들과 프란치스코 교황과 인사를 나누었다.

## 사상과 행적

### 의상

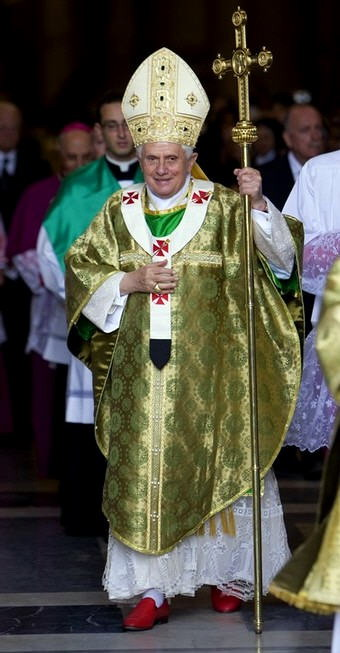
제의를 입은 교황 베네딕토 16세

베네딕토 16세는 교회의 전통을 되살리고자 바오로 6세 이후로 사라졌던 교황의 전통 의상을 다시 착용하였다. 하얀 담비의 털이 수 놓인 붉은 외투 모제타를 입었으며, 2005년 12월 21일에 성 베드로 광장에 나설 때는 전통적인 교황의 모자였던 카마우로를 썼다. 베네딕토 16세가 착용하지 않은 교황의 전통 의상 가운데 하나는 교황관인 삼층관이다. 그는 두 명의 전임자들과 마찬가지로, 자신의 즉위식 때 삼층관을 쓰지 않기로 했다.
교황 전례복의 가장 눈에 띄는 변화는 어부의 반지와 팔리움이다. 그동안 교황의 옥새를 겸했던 어부의 반지는 크기가 전임자들의 것보다 2배로 커졌다. 베네딕토 16세는 반지 제작과정에서 “나는 12 치수(12명의 제자를 의미)의 배인 24 치수가 좋다.”고 말했다고 전해진다. 또 팔리움의 길이도 훨씬 길어졌다. 통상 주교들이 두르는 것과 같이 어깨에 걸치는 정도의 짧은 길이였던 교황의 팔리움은 약 2.3m로 길어졌으며 이는 초기 교황 시절로 되돌아간 것을 뜻한다. 또 주교들과 마찬가지로 6개의 검은색 십자가로 장식했던 팔리움은 5개의 붉은 십자가 장식으로 바뀌었다. 붉은 십자가는 십자가에 못 박힌 그리스도의 상처를 의미하며, 십자가를 꿴 핀은 그리스도의 몸에 박힌 못을 상징한다. 끝 부분은 검은색 비단으로 만들어졌는데, 이는 잃어버렸다가 다시 찾은 양을 상징한다.
더불어 베네딕토 16세는 조각가 스코르첼리가 십자가에 매달린 그리스도의 고통을 표현하며 만든 최신 취향의 은색 주교 지팡이를 사용한 직접적인 전임자들의 결정을 뿌리치고, 성지주일 때부터 바티칸에서 퇴출당한 전통적인 양식에 눈부시게 빛나는 금색 주교 지팡이로 바꾸었다. 그의 새 주교 지팡이는 교황 직속 금 세공인들이 만든 것으로서, 교황 비오 12세와 교황 요한 23세가 사용했던 주교 지팡이였다. 새 주교 지팡이의 십자가 중앙과 양쪽 팔 끝에는 원형 양각이 있다.
2010년 6월 6일부로 베네딕토 16세는 치르콜로 산 피에트로가 기증한 교황용 주교 지팡이를 사용하고 있다. 새 주교 지팡이의 중심부에는 파스카 양이 새겨져 있으며, 그 뒷부분에는 키로(Chi Rho)라는 글자가 새겨져 있는데, 이는 그리스어로 그리스도(Christos)를 나타내는 단어의 첫 번째 글자와 두 번째 철자이다. 그리고 십자가의 네 꼭짓점에는 네 명의 복음사가인 마태오, 마르코, 루카, 요한이 각각 새겨져 있다. 또한 그물 무늬가 식각되어 있는데, 이는 초대 교황인 성 베드로가 어부 출신이었음을 은유적으로 나타낸 것이다.

### 문장

교황 베네딕토 16세의 문장

베네딕토 16세는 자신의 교황 문장에서 전통적으로 사용하던 삼층관을 주교관으로 대체하였다. 하지만, 은색 주교관에 세 개의 금색 줄무늬는 교황의 삼층관을 상징하고 있다.
또한, 전임 교황들의 문장과는 달리 베네딕토 16세의 문장 방패 아래에는 붉은색 십자가 무늬가 수놓인 팔리움이 늘어져 있는데, 이는 교황이 그리스도에 의해 맡은 양떼를 돌보는 사목자로서의 역할을 상징한다.
팔리움을 두른 방패는 베네딕토 16세가 독일의 뮌헨과 프라이징 교구장 시절에 사용했던 문양으로 베네딕토 16세만의 독특한 이미지들로 가득하다.
방패는 크게 세 부분으로 나뉘어 있는데 중앙 붉은색 바탕에 금색 조개는 베네딕토 16세를 위한 신학적 영적 중요성을 드러내며 성 아우구스티노를 상징한다. 전설에 따르면 아우구스티노 성인이 바닷가에서 한 소년을 만났는데 그 소년은 백사장에 판 구멍에 조개로 바닷물을 퍼넣고 있었다. 아우구스티노 성인은 소년의 행동을 하느님의 무한한 신비를 알고자 하는 인간의 유한한 마음으로 이해했다.
방패 왼쪽 위에는 갈색 얼굴에 붉은 입술을 가진 무어인 얼굴이 그려져 있다. 이것은 8세기에 프라이징 교구의 상징이었다. 왜 무어인이 프라이징을 상징하게 되었는지는 알려지지 않지만, 교황은 과거 자신의 저서 《이정표》(Milestones)에서 이것은 교회의 보편성을 표현하는 것이라며 모두가 그리스도 안에 하나가 되면 인종과 계급의 구분이 없다고 밝혔다.
상단 오른쪽에는 짐을 진 곰이 등장한다. 곰은 바이에른 지역을 선교한 성 코르비니아노를 상징한다. 전설에 따르면 코르비니아노 성인이 로마로 가던 중 곰을 만났는데 그 곰이 성인이 타고 가던 말을 공격해 죽였다. 결국, 곰은 말을 대신해 성인의 짐을 대신 졌다고 전해져 온다.
베네딕토 16세의 문장에서 전임 교황들의 문장과 비교해봤을 때, 변함없는 것은 두 개의 열쇠를 교차시킨 모습이다. 열쇠는 그리스도가 성 베드로와 그 후계자에게 준 권위와 힘을 상징한다. 오른쪽 금색 열쇠는 하늘의 권위를，왼쪽 은색 열쇠는 지상에서 교황의 영적 권위를 각각 드러내며, 두 열쇠를 묶은 매듭은 두 권위의 조화를 뜻한다.

### 트리엔트 미사 허용

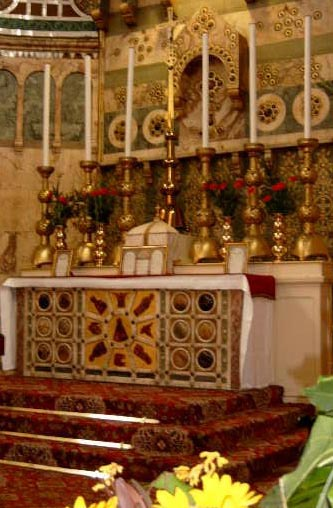
1962년 이전 라틴 전례 양식의 전통 제대

2007년 7월 7일, 베네딕토 16세는 자의교서 《교황들》(Summorum Pontificum)을 발표하여 사실상 폐지된 제2차 바티칸 공의회 이전의 전례로 미사를 봉헌하는 것을 허용하였다. 이 문헌에서 교황은 요한 23세가 제2차 바티칸 공의회 이전인 1962년에 공포한 로마 미사 경본에 따른 트리엔트 미사 거행을 성삼일을 제외하고는 사실상 전면 허용했다.
교황은 전체 열두 개 조항으로 이뤄진 이 문헌에서 사제 혼자 미사를 봉헌할 때는 성삼일을 제외하고는 언제나 이 미사를 드릴 수 있으며, 신자들이 요청할 경우에도 미사를 봉헌하도록 했다. 아울러 교황은 자의교서와 함께 발표한 전 세계 주교들에게 보내는 친서에서 이 문헌이 제2차 바티칸 공의회의 전례 개혁 정신을 훼손한다거나 교회 공동체 사이에 새로운 분열을 일으킬 것이라는 일각의 비판이나 우려에 대해서는 근거 없는 것이라고 일축했다. 또한, 교황은 트리엔트 미사 방식을 허용하면서 두 가지 중요한 원칙을 원용했다. 첫째는 “교회의 기도 법칙은 교회의 믿음 법칙에 일치한다”라는 것이다. 말하자면 트리엔트 방식의 미사 전례 역시 가톨릭교회의 믿음 법칙에 따른 기도 법칙의 표현이라는 것이다. 둘째는 이 기도 법칙의 ‘통상적 표현’, ‘특별한 표현’을 구분해, 제2차 바티칸 공의회 정신에 따른 미사 방식을 ‘통상적 표현’, 트리엔트 미사 방식을 ‘특별한 표현’이라고 불렀다. 트리엔트 방식을 허용한다고 해서 로마 미사 예식이 두 가지가 되는 것이 아니라 전통적으로 내려오는 한 가지 예식을 두 가지 양식으로 사용하는 것뿐이라는 것이다.
이를 통해 교황은 트리엔트 방식의 미사 허용이 전혀 문제가 없을 뿐 아니라 이 문제가 계기가 돼 교회와 갈라선 전통주의자 단체인 성 비오 10세회와 화해할 수 있는 길을 열어놓았다. 그뿐 아니라 제2차 바티칸 공의회의 정신을 수용하면서도 심정적으로는 옛 미사 방식에 더 호감을 갖는 신자들에게도 사목적으로 큰 도움이 될 것으로 전망된다. 그리고 2011년 4월 30일 자의교서 《교황들》에 관한 훈령 《보편 교회》(Universae Ecclesiae) 제33항을 통해 성삼일 전례도 1962년판 로마 양식으로 거행할 수 있도록 허용하였다.

### 성공회 신자 회심 관련법 개정
2009년 10월 20일, 신앙교리성은 가톨릭교회와의 일치를 원하는 성공회 신자들을 위한 특별한 교회법적 구조의 설립과 관련한 베네딕토 16세의 사도적 헌장 《성공회 신자 단체》(Anglicanorum Coetibus)를 발표했다.
베네딕토 16세는 성공회 신자들이 성공회 고유의 전례와 영성적 요소들을 유지하면서 가톨릭교회와의 완전한 일치를 이룰 수 있도록 교황령을 통하여 이전의 성공회 신자들이 성공회의 영성과 전례 유산을 보존하면서 가톨릭교회와 완전한 친교를 이루도록 해 줄 성직 자치단을 설립함으로써 그러한 단체적 재결합을 위한 교회법적 조직을 도입했다. 이에 따라, 이전의 성공회 신자 단체들은 성직 자치단을 통하여 사목적으로 지도받을 것이며, 그 직권자는 통상적으로 과거 성공회 성직자였던 사람이 맡도록 하였다. 또한, 이미 결혼한 성공회 사제들은 주교가 될 수는 없지만, 사제로는 서품될 수 있게 되었다.
참고로 사도적 헌장에 해당하는 이들은 이미 성공회를 떠난 사람들과 곧 떠날 준비를 하는 성공회 신자들이며, 성공회 전체가 가톨릭교회에 통합되는 것은 아니다. 사도적 헌장의 주된 목적은 성공회 안팎의 보수적인 전통주의자들을 끌어들이려는 데 있다. 이들은 성공회 내에서 공인한 여성 사제, 동성애자 사제 서품, 동성애자들의 결혼 등을 강력하게 반대하는 사람들이다. 여성 성직자와 동성애자 문제에 반대하는 이들을 수용하는 것이 사도적 헌장 선언의 핵심이다.

### 교회법 위반시 처벌 규정 강화
2010년 5월 21일 베네딕토 16세가 승인함에 따라 교황청 신앙교리성 장관 윌리엄 조셉 레바다 추기경은 일부 사제들의 미성년자 성추행을 비롯해 교회법을 위반하는 다양한 사안을 다루는 《더욱 중대한 범죄에 관한 규범》(Norme de gravioribus delictis)을 그해 7월 15일에 발표하였다. 이 규범은 지난 2001년 교황 요한 바오로 2세의 승인을 받아 발표된 규범을 시대와 상황의 변화에 맞게 개정한 것이다.
‘더욱 중대한 범죄’들을 다루고 있는 개정된 규범은 사제의 아동 포르노물 이용을 아동 성추행과 똑같이 극히 중대한 범죄로 규정하였다. 또 성추행 고발 시한을 성추행 피해 미성년자가 성인(만 18세)이 되고 난 후 10년에서 20년으로 확대했고, 정신질환자에 대한 성추행도 미성년자 성추행과 똑같이 중죄로 규정하였다.
이와 함께 그 죄상이 극히 중대할 뿐만 아니라 명확한 경우에는 해당 사제를 교회 재판에 회부하지 않고 바로 환속시킬 것을 교황에게 요청할 권리를 신앙교리성에 부여했다.
아울러 중대한 범죄 혐의를 받는 성직자에 대해서는 고위 성직자라고 해도 신앙교리성이 심판할 자격이 있음을 거듭 확인했다.
새 규범은 이 밖에도 일부 지역 교회에서 여성을 사제로 서품하려는 시도도 더욱 중대한 범죄에 포함시켰다.
이 경우에는 관련 성직자와 대상 여성 모두 자동 파문의 제재를 받을 뿐 아니라 해당 성직자는 성직에서 박탈될 수 있음을 분명히 했다. 그리고 이에 대한 모든 권한은 신앙교리성이 지닌다고 규정했다.

### 과학
베네딕토 16세는 신앙과 과학 사이에는 아무런 모순이 없음을 강조하였다. 그는 과학을 하느님의 창조에 관한 지식을 추구하는 것이라고 정의하면서 “이성의 차원을 넓히고 우리에게 새로운 시각을 제공했다.”고 높이 평가하였다. 그러나 한편으로는 현대 과학에 대한 맹신의 위험성을 경고하기도 하였다. “과학이 더한층 깊은 비전이라는 기준에 관심을 기울이지 않고, 발견에만 집착하면 그리스 신화에 나오는 이카로스의 추락과 같은 비극으로 이어질 수 있다.”고 말한 교황은 “오늘날의 삶은 실험적 기술에 노예가 된 인위적 지능을 교만하게 만들고 있으며, 모든 과학은 인류를 지키고 인류가 진정한 선을 지향하도록 도와야 한다는 점을 잊고 있다.”고 지적했다. 더불어 그는 가톨릭 교리에 어긋나는 몇몇 과학 연구 분야에 대해서도 우려를 표명하기도 하였다. 베네딕토 16세는 서방의 과학 기술이 사람들이 더는 하느님의 목소리를 듣지 못하게 하고 있으며 신앙에 대한 냉소주의를 만연시키고 있다고 말했다.
창조론과 진화론에 대해서는 이성과 신앙이 함께 조화를 이루어야 한다고 말했다. 베네딕토 16세는 “과학은 창조를 이해하기에는 제한적”이라고 지적한 한편, “그리스도인들도 창조에 대한 질문에 더 광범위한 접근을 해야 한다.”고 충고하였다.
한편, 베네딕토 16세가 즉위한 지 얼마 지나지 않아 이탈리아에서는 2005년 6월 12부터 13일까지 이틀 동안 인간 배아에 대한 치료 복제와 실험의 타당성에 대해 묻는 국민 투표가 벌어졌다. 이에 대해 베네딕토 16세는 배아 연구 규제 완화 법안을 저지하는 것이 앞으로 국가 및 사회의 생명 윤리 문제를 좌우할 중대한 사안이라고 판단하였다. 그는 “인간의 배아는 하느님이 주신 생명이며 생명은 투표 대상이 아니다.”라며 이를 존중할 것을 촉구하면서 국민 투표 자체가 반(反) 생명적인 무의미한 행위라는 점에 초점을 맞춰 아예 국민 투표를 거부하는 것을 원칙으로 삼고 모든 이탈리아인에게 투표에 기권할 것을 적극적으로 호소하여 결국 13일 투표율 미달로 부결되었다.

### 경제
2008년 10월 6일, 세계적 경기 침체를 우려한 베네딕토 16세는 제12차 세계 주교 시노드의 이틀째 되는 날에 하느님의 말씀을 주제로 한 설교를 통해 “지금 커다란 은행들이 무너져내리는 모습을 볼 수 있다.”며 금융위기가 전 세계를 휩쓰는 상황에 대해 “돈은 사라지고 허무한 것이지만 하느님의 말씀만이 견실하며 참된 현실”이라고 강조했다.
그는 이어 “성공이나 경력, 돈을 추구하는 사람은 자기 인생을 모래 위에 쌓아 올리는 셈”이라며 “물질이나 손에 잡을 수 있는 것만이 진실이라고 믿는 사람들은 자기 자신을 속이고 있다.”고 역설했다.
이와 관련해 교황청 관계자들은 교황의 설교가 마태오 복음서에 나오는 ‘반석 위에 집을 지은 지혜로운 사람과 모래 위에 집을 지은 어리석은 사람’에 대한 이야기를 바탕으로 한 것이라고 설명했다.
교황은 이어 “은행들이 가난한 서민들을 돕고 실질 경제를 지탱하는데 주의를 돌려야 할 것이다.”라고 충고하면서 윤리적 가치들을 바탕으로 한 새로운 국제금융협약을 만들 것을 촉구했다.

#### 바티칸 금융정보국 신설
2010년 12월 31일, 베네딕토 16세는 바티칸 은행의 투명성을 높이기 위해 자체 금융감독기구를 신설하고, 돈 세탁과 테러 자금 유입 방지를 위해 국제 규정에 부합하는 새 법률을 만드는 포고령을 발표하였다. 이 포고령은 바티칸 은행의 모든 금융거래를 감시할 독립적인 금융감독기구인 금융정보국(FIA)을 신설하는 내용을 담고 있으며, 바티칸 금융정보국이 유럽 연합과 국제금융감독기구들과 협력 체계를 구축하도록 했다.

### 환경
베네딕토 16세는 지구 온난화에 따른 기후 변화에 대해 큰 관심을 표명하였다. 그는 “환경 보전과 지속 가능한 발전 그리고 기후 변화에 각별한 주의를 기울이는 것은 인류 가족 전체를 위한 중대한 관심사”라고 말하고, “어떠한 국가나 기업도 모든 경제 사회적 발전에 있는 윤리적 합의를 무시할 수는 없다.”고 강조했다. 교황은 바티칸 시국에서 열린 기후변화 회의에서 “환경을 무시하는 행위는 곧 인간 공존에 대한 위협으로 이어졌으며, 환경 파괴는 하느님의 뜻에 거스르는 것”이라면서 전 세계 정치인들 및 과학자 등에게 창조론을 존중하라고 촉구하며, 열대 우림지역의 보존 필요성을 역설하였다. 더불어 “급속한 산업화를 겪는 나라들은 환경에 무분별하게 피해를 줌으로써 과거에 다른 나라들이 저지른 잘못을 되풀이해서는 안 될 것”이라면서 산업화한 선진국들이 개발도상국들과 청정 기술을 공유하여 환경에 피해를 주는 재화에 대한 수요를 억제하라고 촉구했다.
교황은 이어 지구 자원을 보호하는 책임은 각자가 진지하게 져야 하겠지만 선진 산업 국가들과 개발 도상국가 간의 협력 증진을 포함해 범세계적 차원의 해결책이 요구된다고 강조했다.

### 우주와의 통화
베네딕토 16세는 2011년 5월 21일 교황으로서는 최초로 국제 우주 정거장의 직원들과 화상통화를 하였다.

### 트위터 개설
교황청은 2012년 12월 3일 베네딕토 16세의 트위터 계정(@pontifex)을 개설한다고 발표하고, 12일 트위터 계정을 통해 "Dear friends, I am pleased to get in touch with you through Twitter. Thank you for your generous response. I bless all of you from my heart." (친애하는 친구들이여, 트위터를 통해 여러분과 소통하게 되어 기쁘다. 관대한 반응에 감사하다. 진심으로 모두를 축복한다.) 고 말했다.

## 국제 관계

### 이탈리아
실비오 베를루스코니 총리 정부는 야당과 언론, 심지어 여권 일각으로부터도 거센 비난을 받아왔지만, 교황청으로부터는 비교적 확고한 지지를 누려왔다. 왜냐하면 줄기세포, 유전공학 등 생명윤리와 관련된 민감한 사안에 있어서 늘 교황청의 입장을 존중해왔기 때문이다. 하지만 베를루스코니를 둘러싼 미성년자 성매매, 위증 교사, 부패 등의 추문이 잇따라 언론의 머리기사로 등장하면서 결국 교황청에서도 침묵을 깨고 비판의 목소리를 높이면서 양측의 관계가 악화일로를 가게 되었다.
2011년 9월 22일 베네딕토 16세는 조르조 나폴리타노 이탈리아 대통령에게 보낸 전문에서 “이탈리아를 위해 전례 없이 강력한 도덕 재무장이 있기를 바란다.”고 밝혔다. 베네딕토 16세가 도덕 재무장을 촉구한 대상은 ‘모든 이탈리아 국민들’이지만 직접적으로는 베를루스코니 총리를 겨냥한 것으로 풀이되었다.
또 이탈리아에서 가장 영향력 있는 가톨릭계 지도자 중 한 명인 안젤로 바냐스코 추기경은 9월 26일 주교회의 연설에서 성추문에 대해 “공공의 품위에 어긋날 뿐 아니라 본질적으로 애석하고 무의미한 것”이라며 “정치활동을 하기로 한 사람이라면 진지함과 절제력, 명예에 대해 인식해야 한다.”고 꼬집었다.
이탈리아 언론들에 따르면 교황은 이미 지난달 바냐스코 추기경, 국무성성 장관 타르치시오 베르토네 추기경과 만나 베를루스코니 총리의 계속되는 성추문에 대한 대응 방안을 조율했다고 한다. 결국 베를루스코니는 2010년 예산안 지출 승인안 표결에서 과반수 확보에 실패한 후 2011년 11월 8일 총리직 사퇴 의사를 밝힌 후 12일 공식 사임하였다.

### 이민자와 난민
유럽이 정정불안을 피해 도망쳐 온 수만 명의 이민자와 난민 문제로 골머리를 앓는 가운데 교황 베네딕토 16세는 2009년 21일 서방 선진국들에 난민을 수용할 의무가 있다고 촉구했다. 교황은 “난민들의 대다수는 전쟁과 처벌, 자연재해를 피해 다른 나라로 피신하는 이들”이라면서 “그들을 수용하는데 많은 문제가 발생하지만 그것은 의무”라고 말했다. 2011년 5월 8일에는 가톨릭 신자들은 다른 사람이나 외국인, 멀리서 온 사람들에 대한 두려움에 굴해서는 안 된다고 말하며, 유럽으로 오는 이민자들과 난민들에게 관용을 베풀고 이들을 환대해줄 것을 재차 촉구했다.

### 한국
2007년 10월 11일 베네딕토 16세는 김지영 주교황청 한국 대사를 접견한 자리에서 조선민주주의인민공화국이 핵무기 개발 야망을 완전히 버리기를 바라며 한반도의 영구적인 평화와 비핵화를 기원했다. 교황은 “북한이 핵개발 야망을 완전히 버리기를 바라며 한반도의 화해 협력을 추구하는 국제사회의 노력을 환영한다.”면서 “여러 나라가 참여한 북핵 협상이 무시무시한 파괴로 이어지는 무기를 개발하는 프로그램의 중단을 이끌어내기를 간절히 바란다.”고 전했다.
아울러 교황은 “한국은 과학적인 연구 개발에 대단한 성과를 거뒀다.”라면서도 “이런 성과는 항상 인간의 존엄성을 존중하는 엄격한 윤리적 기준들에 따라 이뤄져야 한다.”고 충고했다. 이어 “한국인의 타고난 윤리적 감성이 국제적으로 진행되고 있는 과학적 연구와 그 활용에 도움이 될 수 있었으면 한다.”고 덧붙였다.

### 중국
베네딕토 16세 치세에 성좌와 중화인민공화국의 관계는 중국 공산당 정부가 성좌의 반대에도 불구하고, 독단적으로 주교회의와 주교 서품 등을 강행하고 교황을 따르는 지하 교회를 탄압하면서 긴장국면으로 치달았다. 교황청은 중국 공산당 정부가 임명한 주교들을 자동 파문하였다. 2008년 교황 베네딕토 16세는 상하이 서산의 성모에게 전구를 청하는 기도문을 발표하고 5월 24일을 중국 가톨릭교회를 위한 기도의 날로 정해 모든 신자가 중국 교회의 신자들을 위해 기도해줄 것을 호소했다. 교황은 “서산의 성모님께서 중국인 신자들이 고난 중에서도 믿음과 희망, 사랑을 잃지 않도록 해주실 것”이라며 중국 교회를 위한 기도의 날에 열리는 행사에 참여하는 신자들에게 전대사를 부여하도록 하였다.
2011년 5월 19일 베네딕토 16세는 중국 내 가톨릭 신도들이 중국 공산당 정부에 의해 박해를 받고 있다고 말하고, 이들이 성좌와의 분리를 강요당하는 상황이지만, 신앙을 계속 견지하며 발전하기를 축원했다. 교황은 또 교황의 수위권을 부정하고 중국 공산당 정부가 조종하는 중국 천주교 애국회에 나갈 것을 강요당하는 중국 신자들을 위해 기도할 것을 전 세계 가톨릭 신자들에게 호소했다. 이어 중국 내 신도들이 받은 고통과 압력을 잘 알고 있다면서 많은 사람의 기도가 중국에서 통일된 교회와 거룩하고 보편된 교회를 세우는데 도움이 되기를 희망했다.

## 사목 방문

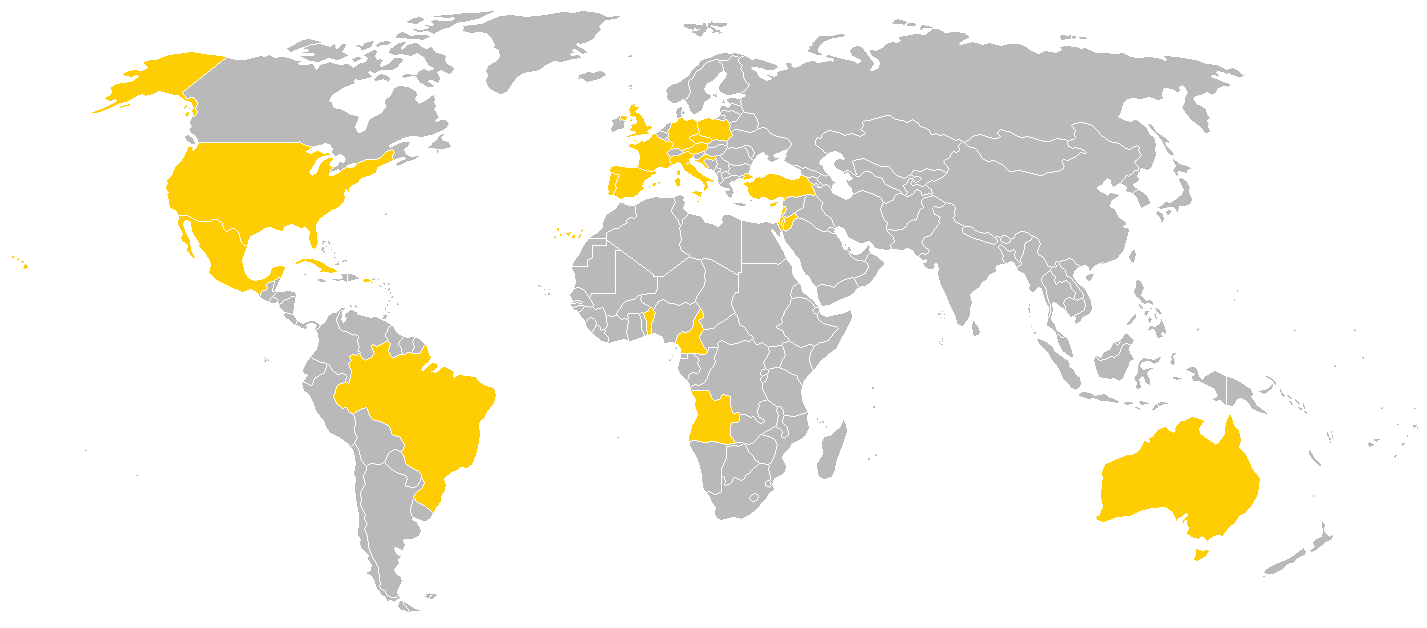
현재까지 베네딕토 16세가 방문한 나라들 (노란색)

### 독일
베네딕토 16세는 2005년 8월 18일 쾰른에서 열린 세계 청년 대회에 참석하기 위해 교황에 즉위한 이후 첫 순방 나들이로 모국인 독일을 찾았다. 나흘에 걸친 첫 국외 방문에서 가톨릭 수장으로서 젊은이들에게 한층 다가서는 한편 유다교와 이슬람교 지도자를 만나 종교 간 이해를 넓히는 데 기여했다. 세계 청년 대회가 열린 쾰른에서는 100만 명의 젊은이에 둘러싸여 열광적인 환호를 받기도 했다. 베네딕토 16세는 젊은이들에게 진리를 추구할 것을 권면하면서 신앙의 원칙을 회복할 것을 강조했다. 그는 젊은이들에게 행한 강론에서 “세상을 구원하는 것은 이데올로기가 아니다. 그것은 오직 우리의 창조주, 자유의 보장자, 그리고 참된 선함과 진리의 보장자이신 살아 있는 하느님께 돌아오는 것”이라고 말했다.
2009년 9월 9-14일 동안에는 자신의 고향 바이에른주를 방문하였다. 바이에른 교구의 초청으로 이뤄진 방문에서 교황은 뮌헨, 알퇴팅, 레겐스부르크에서 미사를 집전하고 자신의 생가가 있는 마르크틀 암 인과 사제 서품을 받았던 프라이징도 들렀다.
2011년 9월 22-25일 3박 4일 일정으로 세 번째로 독일을 방문했다. 교황은 에첼스바흐 성모 순례지를 비롯해 베를린과 에르푸르트, 프라이부르크 등지를 순방하면서 미사를 집전하고 기도회를 주재하였다. 또한, 독일 의회 하원에서 한 20분간의 연설에서 “독일은 권력이 부패했을 때 어떤 일이 벌어지는지 경험으로 알고 있다.”면서 나치와 히틀러를 비유해 정치인의 권력 남용과 부패를 경고했다. 교황은 앞서 대통령궁 환영 행사에서는 “우리 사회가 종교에 점점 더 무관심해지고 있다.”고 안타까움을 나타냈다. 교황은 정치인들과의 회동 뿐만 아니라 유다교를 비롯해 정교회, 이슬람, 개신교의 지도자들과도 만났다.

### 튀르키예
베네딕토 16세는 국민 대다수가 이슬람교도인 튀르키예 방문을 앞두고 레겐스부르크 대학교에서 지하드가 역사적으로 폭력과 결부되어 있다는 옛 고서의 내용을 인용한 발언을 하여 본의 아니게 그를 문명 충돌의 중심에 서게 하였다. 그의 방문 소식에 튀르키예 내 국가주의자들과 이슬람교 극단주의자들이 거세게 반대 집회를 열었으며, 교황의 경호 문제에 비상이 걸렸다. 사태가 심상치 않게 돌아가자 교황청은 만일의 사태에 대비, 사방이 방탄유리로 둘러싸인 교황 전용 의전차량 대신 강철로 된 특수 방탄차량을 동원하고 교황에게는 겉옷 안에 방탄조끼를 입도록 했다. 튀르키예 정부도 교황이 방문하는 장소마다 테러범을 찾아 제거할 정예 저격수와 폭탄 처리 전문가, 대테러 요원들을 배치하는 것은 물론 헬리콥터와 해군 쾌속정까지 동원하였다. 2006년 11월 28일에서 12월 1일까지 3박4일간의 일정으로 이루어진 튀르키예 순방에서 교황은 튀르키예 이슬람 최고 지도자 알리 바르다코글루와 만나고 블루 모스크와 무스타파 케말 아타튀르크의 묘지 등을 방문하는 등 직접 이슬람과의 화해를 이끌어내기 위한 노력을 기울임으로써 사태가 진정되었다. 더불어 콘스탄티노폴리스 총대주교인 바르톨로메오스 1세가 주례한 성찬예배에 참석하여 공동성명을 하는 등 가톨릭교회와 정교회 사이의 거의 천 년이나 해묵은 갈등을 치유하기 위한 노력을 하였다. 그 밖에도 튀르키예의 소수 가톨릭 신자들에게 도움을 주고자 종교적 자유의 중요성을 강조하였다.

### 브라질
2007년 5월 13일, 교황은 중남미-카리브 주교회의 개막식 참석과 18세기 프란치스코회 수사인 안토니오 데 산타나 갈바옹의 시성을 위해 브라질을 방문하였다.

### 오스트리아
2007년 9월에 오스트리아를 방문한 베네딕토 16세는 빈에 있는 홀로코스트 기념관에서 나치 독일에 의해 희생당한 6만 5천 명의 유다인들을 위해 추모하는 묵언의 기도를 바치고 유다교 지도자들과도 만나 대화를 나누었다.

### 미국
2008년 4월에 베네딕토 16세는 교황직에 오른 후 처음으로 미국을 방문하였다. 교황이 도착하여 바티칸으로 돌아갈 때까지 엿새 동안 미국은 교황에 대한 최고의 예우를 계속 이어갔다. 교황 베네딕토 16세가 비행기를 타고 도착할 때는 감리교도인 조지 W. 부시 대통령 내외가 직접 공항에 나가 영접했고 떠날 때는 딕 체니 부통령 내외가 역시 비행기 트랩 밑에까지 가서 환송했다. 교황의 81번째 생일이기도 했던 이날 백악관 환영행사에는 사상 최대 규모인 1만여 명에 가까운 각계 인사가 초청되기도 했다. 여기에 미국 주요 방송들은 방문 이전부터 떠날 때까지 교황의 모든 일정을 거의 생중계하다시피 했고, 주요 신문들도 하루도 빠짐없이 교황 관련 기사를 1면에 올렸다. 교황이 워싱턴 D.C.와 뉴욕에서 두 차례 집전한 군중 미사에는 암표까지 등장한 가운데 가톨릭 신자와 일반 시민 등 무려 10만 6천여 명이 몰리는 대성황을 이뤘다. 교황은 이어 18일 뉴욕의 국제 연합 본부를 방문하여 행한 연설을 마치고 기립박수를 받았다.

### 오스트레일리아
2008년 7월 교황은 시드니에서 열리는 세계 청년 대회에 참석하고자 오스트레일리아를 방문하였다. 2008년 9월 12일에는 루르드의 성모 발현 150주년을 맞아 프랑스를 사목 방문하고, 성모 발현의 참된 의미를 되새길 것을 전 세계 가톨릭 신자들에게 권고했다.

### 아프리카
베네딕토 16세는 2009년 3월 17~23일 동안 아프리카의 카메룬과 앙골라를 방문하였다. 교황은 여러 연설과 미사 강론을 통해 에이즈, 전쟁, 여성의 인권, 빈부격차, 미신, 부정부패 등 아프리카 대륙의 문제점을 거침없이 거론했다. 또 복음 선포에 앞장서는 가톨릭 지도자들을 격려하며 교회가 아프리카 대륙의 변화와 개혁에 적극적으로 동참할 것을 당부했다. 교황은 또 아프리카 주교단에게 10월 로마에서 열릴 세계주교대의원회의 제2차 아프리카 특별총회 의안집을 전달했다. 이 의안집은 세계화를 비판하며 아프리카 대륙이 해결해야 할 정치적·경제적·사회적 문제는 물론, 교회 토착화와 신앙교육, 사목자 양성 문제 등을 포괄적으로 다루고 있다. 2011년 11월 18일에는 베냉을 방문하여 3일간의 머물렀다. 베냉 정부는 교황이 방문한 날을 공휴일로 지정하는 등 교황의 방문을 대대적으로 환영했다.

### 서아시아
2009년 5월 8~15일 베네딕토 16세는 요르단과 이스라엘, 팔레스타인 등의 서아시아 지역을 방문하였다. 스스로 ‘평화의 순례’로 명명한 이 사목 방문을 통해 교황은 종교 간 상호이해와 포용을 강조했다.

#### 요르단

##### 이슬람과의 대화
베네딕토 16세 교황의 비행기는 요르단 전투기들의 호위를 받으며 8일 요르단의 수도인 암만에 있는 퀸 알리아 국제공항에 착륙했고, 압둘라 2세 국왕 부부의 영접을 받았다. 이튿날 9일에는 이슬람 사원인 후세인 빈 탈랄 모스크를 찾아가 이슬람 지도자들과 이슬람과 기독교 간의 상생과 화합 곧 종교간 대화를 주제로 만났다.

##### 성지 방문
교황은 이어 예언자 모세가 ‘약속의 땅’을 내려다본 곳으로 알려진 느보 산에 올라 모세 기념관을 둘러보고, 사해로부터 예리코와 요르단 강까지 이어지는 히브리 성경 속 장면들을 둘러보고서 암만 국제경기장에서 대규모 옥외 기념미사를 집전했다. 교황은 이날 강론에서 서아시아 지역의 그리스도인인들을 향해 “서아시아 지역의 불안정한 상황에서도 신앙심을 잃지 말라.”고 강조했다. 또 예수가 성 요한 세례자로부터 세례를 받은 베타니아에서 성당 봉헌식을 거행했다.

#### 이스라엘

##### 홀로코스트 희생자 추모
요르단 일정을 마친 교황은 11일 이스라엘에 도착해 제일 먼저 야드 바셈 홀로코스트 기념관을 방문했다. 교황은 기념관에서 나치에 희생된 유다인들을 추모하며 “그들이 겪은 비극이 부인 또는 축소되거나 잊혀서는 안 된다.”고 말했다.

##### 종교 간 대화
교황은 12일 유다교 최고 랍비와 만나 기독교와 유다교의 형제적 우정과 상호 간 신뢰를 재확인했다. 베네딕토 16세는 이어 교황으로서는 처음으로 바위 돔 사원(황금 사원)을 찾아가 이슬람 율법해석의 최고 권위자와 대화를 나누었으며, 유다교에서 가장 신성한 장소로 여기는 통곡의 벽도 찾아가 ‘아브라함과 이사악, 야곱의 하느님이 이곳 성지와 중동, 전 인류 가족에 평화를 선사하기를 간절히 구한다.’는 내용의 자필 기도문을 성벽 틈새에 꽂아놓았다.

##### 팔레스타인 방문
13일 교황은 베들레헴과 팔레스타인의 서안지구를 차례로 방문하면서 팔레스타인 독립국 수립을 옹호하며 이스라엘과 평화롭게 공존할 것을 주문했다. 베네딕토 16세는 이어 4,600명의 팔레스타인 난민이 사는 베들레헴 외곽의 난민촌을 방문해 이스라엘의 분리장벽 설치를 비판했다. 교황은 이와 함께 이스라엘 베냐민 네타냐후 총리와 팔레스타인 자치정부 마흐무드 압바스 수반을 따로따로 만나 이스라엘과 팔레스타인 간 평화 협상을 달성하려는 방안 등을 논의했다.

##### 성모 영보 성당
14일 나자렛의 성모영보 성당에서 유다교와 이슬람교 지도자들과 함께 종교 간 화합 행사에 참석해 평화의 노래를 불렀다. 15일에는 주님 무덤 성당을 방문하여 중동 평화를 위해 기도하고, 적대적 대립의 극복을 호소했다.

### 체코
2009년 9월 26일부터 28일까지 체코 공화국을 순방한 베네딕토 16세는 체코인들에게 “다시금 기독교적 뿌리와 전통을 되찾아야 한다.”라고 강조했다. 교황은 “체코 교회는 중부 유럽에서 비교적 큰 규모를 자랑하지만, 복음화의 정도는 가장 낮다.”고 지적하며 “체코가 기독교적 전통을 하루빨리 회복할 수 있길 바란다.”고 기원했다. 베네딕토 16세는 수도 프라하의 아기 예수 성당과 체코의 수호성인인 성 벤체슬라오 기념 성당 등 유명한 가톨릭 성당 등을 방문했고 바츨라프 클라우스 대통령을 비롯한 정치 지도자들과 종교 지도자단, 시민단체 대표단, 청년들을 만났다.

### 몰타
2010년 4월 17~18일 이틀간 베네딕토 16세는 몰타를 사목 방문하고, “성 바오로 사도가 두 번째 로마 여행 기간 중 지중해에서 표류한 지 1950년이 지난 것을 기념하며, 몰타의 그리스도인들이 몰타가 가진 자랑스러운 기독교적 뿌리와 전통 안에서 복음에 충실한 삶을 살아주길 바란다.”고 당부했다.

### 포르투갈
2010년 5월 11일부터 14일까지 베네딕토 16세는 포르투갈을 방문하였다. 파티마의 성모 발현 93주년인 5월 13일, 파티마 성모 순례지에 도착한 교황은 순례자 50만 명이 운집한 가운데 광장에서 기념미사를 거행하였으며, 파티마 성모 발현 목격자인 복자 프란치스코와 복녀 히아친타의 무덤을 참배하였다. 교황은 이 자리에서 “파티마의 예언적 사명은 아직 완료되지 않았으며 파티마의 메시지가 요구하는 회개는 여전히 우리에게 필요하다.”고 강조했다.

### 영국
2010년 9월 16-19일, 베네딕토 16세는 교황으로서는 최초로 영국을 사목방문하였다.
교황은 엘리자베스 2세 여왕 내외와 정치 지도자, 영국 성공회의 캔터베리 대주교 로완 윌리암스 등 종교 지도자, 가톨릭 사제단, 청년층과 노년층 등을 폭넓게 만나며 급격한 세속화가 진행 중인 영국 사회에 참된 신앙의 의미를 전하며, “현대사회에서 종교가 세속화와 상대주의, 무신론에 도전받고 있지만, 신앙인들은 실천적 삶으로 하느님을 증거해야 한다.”고 강조하며 가톨릭 신앙을 일깨웠다.
교황은 또 버밍엄의 코프턴 파크에서 19세기 신학자였던 가경자 존 헨리 뉴먼 추기경의 시복식을 주례하였다.
그러나 한편으로는 크리스토퍼 히친스와 스티븐 프라이, 리처드 도킨스 등 영국의 대표적인 반교회적·무신론적 성향의 지식인들이 대거 교황과 교회를 비난하고 반대 움직임을 벌여 물의를 빚기도 하였다.

### 스페인
교황은 2010년 11월 6-7일, 이틀간 스페인을 사목 방문하였다. 6일에는 산티아고 데 콤포스텔라에 있는 오브라도이로 광장에서 미사를 집전하였으며, 7일에는 스페인 국왕 부부가 참례한 가운데, 가우디가 1882년부터 짓기 시작해 아직도 건축이 진행 중인 사그라다 파밀리아 성당의 축복식을 거행하였다. 교황은 축복식에서 “가우디는 탁월한 건축가이자 그리스도인”이라며, 그의 필생의 작품인 사그라다 파밀리아 성당은 “기술과 예술, 신앙의 놀라운 종합”이라고 치하했다. 또한, 남성과 여성의 해소될 수 없는 결합인 혼인과 생명의 가치를 보호하고 증진하여야 한다고 강조하였다.
또한 2011년 8월 제26회 세계 청년 대회가 마드리드에서 열리자 이를 위해 18일 마드리드 시벨레스 광장에서 참가자들을 만나 격려하고, 이어 20일에는 철야기도를 집전하고 전 세계 청년에게 보내는 메시지를 발표하였다. 21일에는 폐막 미사를 주례하였다.

### 크로아티아
교황 베네딕토 16세는 2011년 6월 4일 크로아티아를 방문하였다. 그는 수도 자그레브에서 거행한 미사 강론을 통해 가정 공동체의 신성함을 강조하고 전통적인 기독교 가치관의 수호를 위해 노력해줄 것을 권고했다.

### 멕시코
2012년 3월 23일~26일 나흘간 교황 베네딕토 16세는 멕시코를 방문하였다. 베네딕토 16세는 멕시코 내 마약과 폭력 등으로 고통을 받고 있는 아이들을 보호할 것을 요청했다. 그는 펠리페 칼데론 멕시코 대통령과 가진 면담에서 멕시코 내 마약거래 조직간의 폭력과 멕시코의 세속주의에 대해 우려의 목소리도 내며 이같이 당부했다. 또한 과나후아토 평화광장에 모인 4천여 명의 어린이와 부모들에게 “멕시코 어린이들은 가톨릭의 미래를 책임질 일꾼들”이라며 격려했다.

### 쿠바
2012년 3월 26일~28일 교황 베네딕토 16세는 쿠바를 방문하였다. 교황은 방문 마지막 날인 28일 하바나 혁명 광장에서 미사를 집전하면서 수만 명의 군중 앞에서 “쿠바와 세계는 변화가 필요하지만 이것은 각자가 진실을 추구하고 화해와 우애가 싹트는 사랑을 선택할 때 가능하다”며 “진실은 인간이 항상 진정한 자유를 탐색하게 하는 욕망”이라고 말했다. 쿠바의 통상 금지 조치에 대해서도 “제한적인 경제 조치로 국민들에게 무거운 짐을 지어줬다.”고 지적했다. 교황의 이러한 발언은 아메리카 대륙에 하나 남은 공산주의 국가인 쿠바에서 정치적 개방을 요구하는 자들에 대한 지지를 나타냈다. 베네딕토 16세는 이날 미사 직후 피델 카스트로와의 비공개 만남을 끝으로 일정을 마무리했다.

## 스캔들 대처
교황 재위 마지막 시기는 미성년자 성 학대 스캔들 사건의 재점화와 교황의 책상에서 교황청 기밀 문서가 유출돼 책으로 발간된 사건 ‘바티리크스(Vatileaks)’ 스캔들로 점철됐다. 베네딕토 16세 교황은 교회 내부의 “더러움”에 대한 문제들을 다루는 데 있어 단호하고 엄격했다. 그는 미성년자 성 학대에 대한 매우 엄격한 규범을 도입했으며, 교황청과 주교들에게 사고방식을 바꾸라고 당부했다. 그는 심지어 교회에 대한 가장 심각한 박해가 외부의 적들에게서 오는 게 아니라, 교회 내부의 죄에서 온다고 말하기까지 했다. 또 다른 주요 개혁은 바티칸 재정과 관련이 있다. 바티칸에서의 돈세탁 금지 법안을 제정한 인물은 베네딕토 16세 교황이었다.

## 중도 사임 의혹
2013년 2월 11일, 베네딕토 16세는 자신의 연령이 너무 많아 업무 처리가 힘들어 교황직을 사임한다고 공식적으로 발표하였다. 그러나 교황청에 대해 정통한 전문가들은 베네딕토 16세의 중도 사임은 바티리크스 문서의 폭로가 결정적 계기로 보고 있다. 교황의 집사인 파올로 가브리엘레는 교황이 폐기하라고 준 비밀문서들을 보관하다가 도저히 참을 수 없다며 이탈리아의 기자 잔루이지 누치에게 전달했다. 누치는 이 문서를 토대로 <교황 성하 : 교황 베네딕토 16세의 비밀편지>라는 책을 출간했다. <워싱턴포스트>는 "교황의 비밀편지에는 파벌간의 경쟁, 배신, 부패, 구조적 모순 등이 적나라하게 드러나 있었다"고 전했다. 가브리엘레가 폭로한 비밀편지들에는 2011년부터 시작된 교황 반대파의 교황파에 대한 음해공작과 이에 항의하는 교황파의 입장이 담겨있었다. 집사 가브리엘레는 비가노 주교의 탄식에 동조하면서 교황의 각성을 촉구하기 위해 '내부고발자' 역할을 자임했다. 가브리엘레는 교황청 사법당국에 의해 '문서 절도죄' 등 최대 8년형의 징역형에 처할 수 있는 혐의로 기소됐지만 불과 2개월 뒤에 교황에 의해 사면됐다.

## 약력
- 1951년 6월 29일 : 사제 서품
- 1951년 : 뮌헨-모자크 성 마르틴 성당 보좌신부
- 1951년 ~ 1952년 : 뮌헨-보겐하우젠 성혈 성당 주임신부
- 1952년 ~ 1954년 : 프라이징 신학교 교수
- 1954년 ~ 1957년 : 프라이징 철학-신학대학에서 교의학과 기초신학 교수
- 1957년 ~ 1959년 : 프라이징 철학-신학대학의 교의학과 기초신학과 객원 교수
- 1959년 ~ 1963년 : 본 대학교 기초신학과 정교수
- 1962년 ~ 1965년 : 제2차 바티칸 공의회에 전문가
- 1963년 ~ 1966년 : 뮌스터 대학교 교의학과 교의사학 정교수
- 1966년 ~ 1969년 : 튀빙겐 대학교 교의학과 교의사학 정교수
- 1969년 ~ 1977년 : 레겐스부르크 대학교 교의학과 교의사학 정교수
- 1976년 ~ 1977년 : 레겐스부르크 대학교 부총장
- 1977년 3월 24일 ~ 1981년 11월 25일 : 뮌헨 프라이징 대교구장
- 1977년 5월 28일 : 대주교 서품
- 1977년 6월 27일 : 추기경 서임
- 1981년 11월 25일 ~ 2005년 4월 19일 : 교황청 신앙교리성 장관
- 1981년 11월 25일 ~ 2005년 4월 19일 : 교황청 성서위원회 위원장
- 1981년 11월 25일 ~ 2005년 4월 19일 : 국제신학위원회 위원장
- 1998년 6월 10일 ~ 2002년 11월 30일 : 추기경단 부단장
- 2002년 12월 1일 ~ 2005년 4월 19일 : 추기경단장
- 2005년 4월 19일 ~ 2013년 2월 28일 : 제265대 교황
- 2013년 2월 28일 ~ 2022년 12월 31일 : 명예 교황

## 관련 문헌

### 주요 저서
- 《전례의 정신》
- 《그리스도 신앙-어제와 오늘》
- 《미래의 도전들》
- 《주님은 우리 곁에 계신다》
- 《신앙과 미래》
- 《신앙의 현재 상황-그래도 로마가 중요하다》
- 《이 땅의 소금》
- 《하느님과 세상-우리 시대의 신앙과 삶》
- 《시온의 딸》
- 《하느님의 혁명》
- 《나자렛 예수》

### 회칙
- 《하느님은 사랑이시다》(Deus Caritas Est), 2005.12.25.
- 《희망으로 구원을》(Spe Salvi), 2007.11.30.
- 《진리 안의 사랑》(Caritas in Veritate), 2009.7.7.

### 자의교서
- 《교황들》(Summorum Pontificum), 2007.7.7.
- 《모든 이의 관심》 (Omnium in Mentem), 2009.10.
- 《믿음의 문》 (Porta Fidei), 2011.10.11.

## 같이 보기
- 교황의 레갈리아와 휘장